# 維漢蒂
維漢蒂是芬蘭的城鎮，位於該國西部，由北博滕區負責管轄，距離奧盧70公里，始建於1865年，面積490平方公里，2013年人口3,069，人口密度為每平方公里6.33人。

## 外部連結
- Municipality of Vihanti （页面存档备份，存于） – Official website （文）